# Protaktinium
Protaktinium (chemická značka Pa, latinsky Protactinium) je třetím členem z řady aktinoidů, radioaktivní kovový prvek.

## Základní fyzikálně-chemické vlastnosti
Protaktinium je radioaktivní kovový prvek stříbřitě bílé barvy, která se působením vzdušného kyslíku mění na šedavou. Hlavní izotop protaktinia 231Pa je α-zářič.
Ve sloučeninách se vyskytuje v mocenství od Pa+3 po Pa+5, přičemž nejstálejší jsou sloučeniny s oxidačním číslem Pa+5, které se svým chemickým chováním podobají sloučeninám tantalu nebo niobu.
Čistý kov lze připravit redukcí fluoridu protaktiničného kovovým baryem při teplotě kolem 1400 °C.

## Historie
Jako první identifikovali protaktinium (jaderný izomer 234mPa s poločasem rozpadu 1,17 minuty) Kasimir Fajans a O. H. Göhring jako produkt rozpadu uranu 238U. Pojmenovali jej brevium podle krátké doby života (latinsky brevis – krátký).
Za objevitele protaktinia jsou však obvykle označováni Otto Hahn a Lise Meitner z Německa a Frederick Soddy a John Cranston z Velké Británie, kteří roku 1918 nezávisle na sobě oznámili objev izotopu 231Pa s mnohem delším poločasem rozpadu. Jméno prvku bylo změněno na protaktinium v roce 1949.

## Výskyt, izotopy a využití
V zemské kůře se můžeme setkat pouze s velmi nízkými obsahy izotopu 231Pa, který je produktem radioaktivního rozpadu uranu. Poločas rozpadu tohoto izotopu je 32 760 let a proto i v nejbohatších uranových rudách nacházíme protaktinium v množství maximálně 1–3 ppm (mg/kg).
Z dalších izotopů stojí za zmínku např. 230Pa s poločasem rozpadu 17,4 dne nebo 233Pa s poločasem 26,975 dnů. Celkově je známo 30 izotopů protaktinia:
| Izotop | Poločas přeměny | Druh rozpadu                             | Produkt rozpadu    |
| ------ | --------------- | ---------------------------------------- | ------------------ |
| 211Pa  | >300 ns         | α                                        | 207Ac              |
| 212Pa  | 5,1 ms          | α                                        | 208Ac              |
| 213Pa  | 5,3 ms          | α                                        | 209Ac              |
| 214Pa  | 17 ms           | α                                        | 210Ac              |
| 215Pa  | 14 ms           | α                                        | 211Ac              |
| 216Pa  | 150 ms          | α (98 %)/ ε (2 %)                        | 212Ac/ 216Th       |
| 217Pa  | 3,6 ms          | α                                        | 213Ac              |
| 218Pa  | 113 μs          | α                                        | 214Ac              |
| 219Pa  | 53 ns           | α                                        | 215Ac              |
| 220Pa  | 0,78 μs         | α (100,00 %)/ ε (3,0×10−7 %)             | 216Ac/ 220Th       |
| 221Pa  | 5,9 μs          | α                                        | 217Ac              |
| 222Pa  | 2,9 ms          | α                                        | 218Ac              |
| 223Pa  | 5,1 ms          | α                                        | 219Ac              |
| 224Pa  | 846 ms          | α                                        | 220Ac              |
| 225Pa  | 1,7 s           | α                                        | 221Ac              |
| 226Pa  | 1,8 min         | α (74 %)/ ε (26 %)                       | 222Ac/ 226Th       |
| 227Pa  | 38,3 min        | α (85 %)/ ε (15 %)                       | 223Ac/ 227Th       |
| 228Pa  | 22,4 h          | ε (98,15 %)/ α (1,85 %)                  | 228Th / 224Ac      |
| 229Pa  | 1,5 d           | ε (99,52 %)/ α (0,48 %)                  | 229Th/ 225Ac       |
| 230Pa  | 17,4 d          | ε (92,20 %)/ β− (7,80 %)/ α (3,2×10−3 %) | 230Th/ 230U/ 226Ac |
| 231Pa  | 32 760 r        | α (100 %) / SF (<3×10−10)                | 227Ac / různé      |
| 232Pa  | 1,32 d          | β− / ε                                   | 232U / 232Th       |
| 233Pa  | 26,975 d        | β−                                       | 233U               |
| 234Pa  | 6,70 h          | β−                                       | 234U               |
| 235Pa  | 24,4 min        | β−                                       | 235U               |
| 236Pa  | 9,1 min         | β−                                       | 236U               |
| 237Pa  | 8,7 min         | β−                                       | 237U               |
| 238Pa  | 2,28 min        | β−                                       | 238U               |
| 239Pa  | 1,8 h           | β−                                       | 239U               |
| 240Pa  | ?               | β−                                       | 240U               |

První izolace oxidu protaktinia Pa2O5 byla uskutečněna roku 1927, kdy Aristid V. Grosse připravil přibližně 2 mg látky. Elementární kov byl získán roku 1934 termickým rozkladem jodidu protaktinia na elektricky zahřívaném kovovém vlákně ve vakuu:
2 PaI5 → 2 Pa + 5 I2
Největší množství čistého prvku bylo připraveno v roce 1961 pod patronací Úřadu pro atomovou energii Velké Británie. Bylo přitom zpracováváno asi 60 tun kalů zbylých po extrakci uranu z konžských rud. Separační proces sestával z dvanácti kroků (loužení kyselinami, kapalinová extrakce, separace na ionexech atd.) a výsledkem bylo 125 g kovového protaktinia o čistotě 99,9 %.
Uvádí se, že náklady na tento proces se pohybovaly kolem půl milionu amerických dolarů a získané množství protaktinia dodnes uspokojuje celosvětovou poptávku po tomto prvku. To jasně ukazuje i na to, že praktický význam protaktinia je zanedbatelný a jeho využití se omezuje pouze na speciální vědecké experimenty.
Budoucí význam protaktinia a především izotopů 233Pa a 234Pa záleží na rozšíření solných reaktorů. Z 233Pa vznikajícího záchytem neutronu jádrem thoria 232Th se jeho rozpadem získává izotop uranu 233U, který je perspektivní náhradou 235U.